# Newark Evening News
Le Newark Evening News est un journal quotidien américain publié à Newark de 1873 à 1973.